# Canale Vacchelli

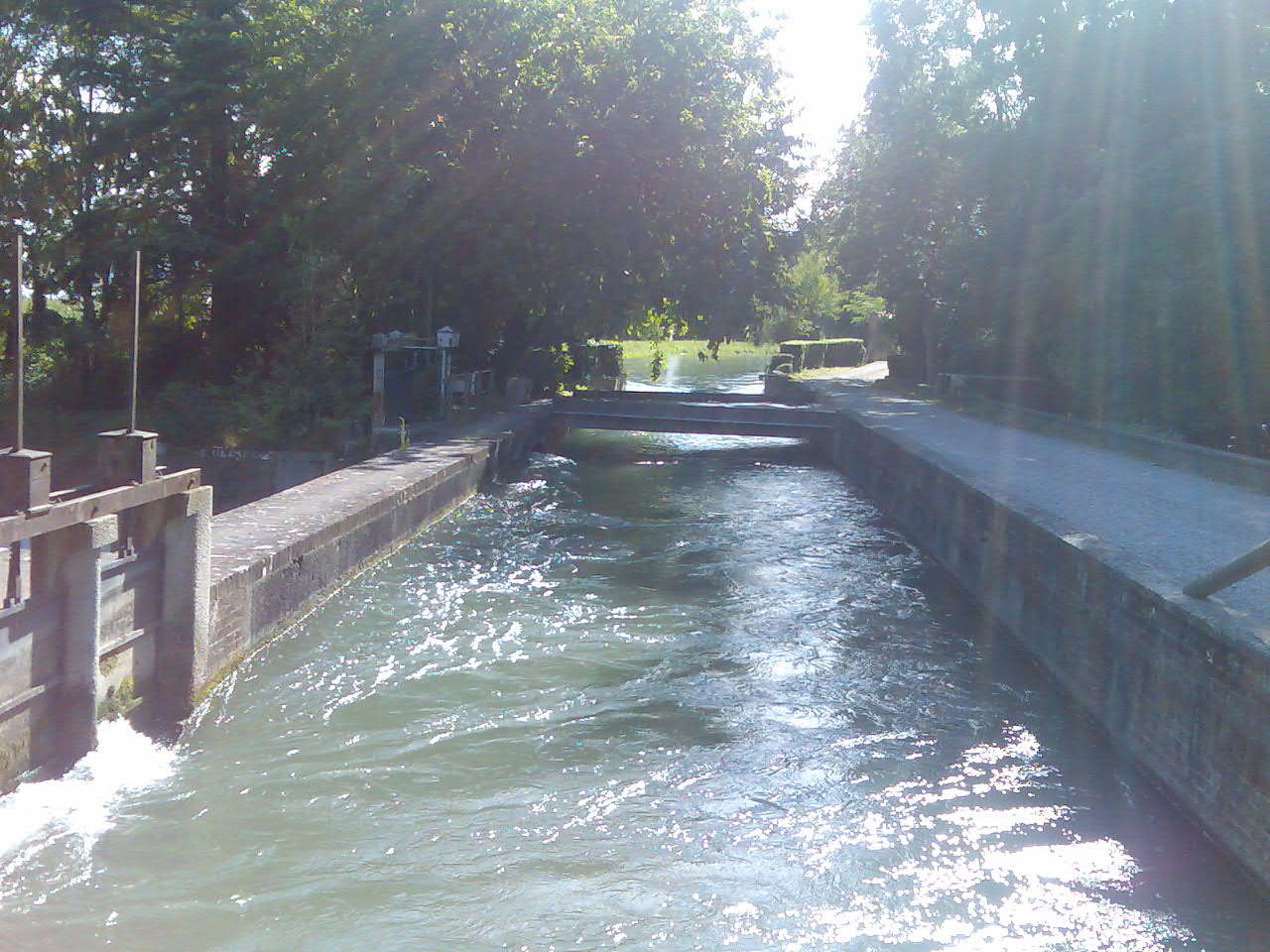
Canale Vacchelli vers “Tombe Morte” de Genivolta

Le Canale Vacchelli (dit aussi Canale Marzano) est un canal d’irrigation de la province de Crémone, dans la Plaine du Pô en Italie du nord.
Ce canal, projet de l’ingénieur Pietro Vacchelli, réalisé de 1887 à 1892 par le « Consorzio Irrigazioni Cremonesi » ; il a une longueur de 34 km avec un débit de 38,5 m3/s, permet l’irrigation de 8 000 ha.

## Hydrographie
Le « Vacchelli » sort de l'Adda en localité de Marzano-Bocchi, dans la commune de Merlino () (en province de Lodi), où un barrage sur le fleuve dévie les eaux dans le canal, près du bras mort du Bocchi qui donne son nom à la localité.
Le canal traverse la plaine de Crema en allant vers le nord-ouest sud-est et passant par Spino d'Adda, Palazzo Pignano, Vaiano Cremasco, Trescore Cremasco et la périphérie de Crema. Il enjambe le fleuve Serio ( sur un pont-canal et continue vers Salvirola.
Là son cours se divise : un bras va confluer dans la Naviglio di Cremona, pendant que le bras principal poursuit vers sud-ouest pour finir aux Tombe Morte, important nœud hydraulique, où ses eaux vont se mêler au point de jonction du Naviglio di Cremona et du Naviglio Pallavicino.

## Situation ambiantale
Le parcours du Vacchelli est presque entièrement rectiligne et les quelques courbes sont devenues des zones caractéristiques. Grâce au choix du « Consortium » de limiter au maximum la décharge des eaux usées dans le canal, les eaux ont conservé une bonne qualité est sont riches en faune aquatique et végétale. Ses 34 km de long sont des lieux d’excursion et de gîte, desservis également par une piste cyclable.

## Sources
- (it) Cet article est partiellement ou en totalité issu de l’article de Wikipédia en italien intitulé « Canale Vacchelli » (voir la liste des auteurs).